# Dixanadu
DIXANADU je v pořadí čtvrté album skupiny Moi dix Mois, nicméně je to jejich třetí skupinové album od vydání Nocturnal Opery v roce 2004. Současně to jejich první album v novém složení skupiny: Mana (kytara a klávesy), Seth (zpěv), K (kytara a občasný zpěv), Sugiya (baskytara) a Hayato (bicí).
Název alba je kombinací slov Dix (pochází z názvu skupiny - význam je vysvětlen v článku o Moi dix Mois) a Xanadu jež znamená "utopii" nebo "nebe".

Původ slova Xanadu má historické kořeny. XANADU (v čínštině též Šang-tu) bylo jméno hlavního města říše Jüan, o němž hovoří italský kupec Marco Polo ve své knize Milion. Nádhera jíž mělo město oplývat pak inspirovala například anglického básníka Samuela Coleridge, který použil Xanadu jako metaforu pro honosné leč utopistické město.
Album obsahuje 12 skladeb. První z nich Dispell Bound je dlouhým intrem se slovy, což nebývá moc obvyklé (normálně bývají intra alba převážně instrumentální). V pořadí devátá skladba A Lapis Night's Dream je zase krátkým interludem v němž je možno slyšet barokní nástroj fugu. A poslední skladba Sacred Lake je instrumentální outrem.

Last Temptation je remakem starší písně tentation, která vyšla na albu Dix Infernal. To samé platí pro skladbu Neo Pessimist, která je zase remakem starého Pessimste též z Dix Infernal. I Lamentful Miss , původně vydaná jako singl, byla pro Dixanadu znovu nahrána, ačkoli rozdíl je sotva slyšitelný.

Album obsahuje booklet o 12 stranách s fotografiemi a slovům k písním.
Japonská limitovaná edice obsahující instrumentální verzi všech 12 písní byla k dostání jako předobjednávka z internetového obchodu společnosti Midi:Nette a to až do 20. srpna 2007. Pak byla ještě k sehnání během Evropského tour 2007. Obsahuje navíc ještě hru s Matin (reklamní alter-ego Many) a několik dalších bonusů.

Evropskou verzi opět vydal známý německý gotický label TRISOL a to hned ve dvou verzích.

Běžná dvou disková edice má na druhém CD celý singl Lamentful Miss včetně instrumentálních verzí. Booklet je pak velice podobný původní japonské verzi.

Speciální limitovaná edice vyšla jako LP vinyl a to pouze ve 499 kusech. Tato edice obsahuje 2 LP desky ve tvrdém obalu a s 32 stránkovým bookletem ve velikosti vinylu čili 30x30cm. A ještě plakát o velikosti 60x90cm.

## Seznam sklateb
| Disk 1 CD nebo LP vinyl | Disk 1 CD nebo LP vinyl | Disk 1 CD nebo LP vinyl | Disk 1 CD nebo LP vinyl | Disk 1 CD nebo LP vinyl |
| Pořadí                  | Název                   | Hudba                   | Text                    | Délka                   |
| ----------------------- | ----------------------- | ----------------------- | ----------------------- | ----------------------- |
| 1.                      | Dispell Bound           | Mana                    | Mana                    | 3:04                    |
| 2.                      | Angelica                | Mana                    | Mana                    | 5:00                    |
| 3.                      | Metaphysical            | Mana                    | Mana                    | 3:41                    |
| 4.                      | Exclude                 | Mana                    | Mana                    | 3:40                    |
| 5.                      | Last Temptation         | Mana                    | Mana                    | 4:17                    |
| 6.                      | Immortal Madness        | Mana                    |                         | 1:22                    |
| 7.                      | Neo Pessimist           | Mana                    | Mana                    | 3:48                    |
| 8.                      | Xanadu                  | Mana                    | Mana                    | 4:44                    |
| 9.                      | A Lapis Night's Dream   | Mana                    |                         | 0:28                    |
| 10.                     | Lamentful Miss          | Mana                    | Mana                    | 3:48                    |
| 11.                     | Lilac of Damnation      | Mana                    | Mana                    | 4:08                    |
| 12.                     | Sacred Lake             | Mana                    |                         | 1:35                    |
| Celková délka:          | Celková délka:          | Celková délka:          | Celková délka:          | 40:12                   |

| Disk 2 CD nebo LP vinyl | Disk 2 CD nebo LP vinyl       | Disk 2 CD nebo LP vinyl | Disk 2 CD nebo LP vinyl | Disk 2 CD nebo LP vinyl |
| Pořadí                  | Název                         | Hudba                   | Text                    | Délka                   |
| ----------------------- | ----------------------------- | ----------------------- | ----------------------- | ----------------------- |
| 1.                      | Lamentful Miss                | Mana                    | Mana                    | 4:11                    |
| 2.                      | Perish                        | Mana                    | Mana                    | 4:48                    |
| 3.                      | forbidden                     | Mana                    | Mana                    | 3.23                    |
| 4.                      | Lamentful Miss (Instrumental) | Mana                    |                         | 4:11                    |
| 5.                      | Perish (Instrumental)         | Mana                    |                         | 4:48                    |
| 6.                      | forbidden (Instrumental)      | Mana                    |                         | 3.19                    |
| Celková délka:          | Celková délka:                | Celková délka:          | Celková délka:          | 24:40                   |